# Rumex confertus
Rumex confertus là một loài thực vật có hoa trong họ Rau răm. Loài này được Willd. miêu tả khoa học đầu tiên năm 1809.